# Estació de Navaixes
Navaixes és una estació de la línia C-5 de la xarxa de Rodalies Renfe de València situada al sud del nucli urbà de Navaixes, a la comarca de l'Alt Palància de la província de Castelló. L'estació forma part de la línia Saragossa-València.
| Procedència/Destinació     | <              | Línia | >            | Procedència/Destinació |
| -------------------------- | -------------- | ----- | ------------ | ---------------------- |
| Rodalies València de Renfe |                |       |              |                        |
| València-Nord Sagunt       | Sogorb-Arrabal | C-5   | Xèrica-Viver | Caudiel                |